# Batișnița, Ruse
Batișnița (în bulgară Батишница) este un sat în comuna Dve Moghili, regiunea Ruse,  Bulgaria. 

## Demografie
Componența etnică a satului Batișnița
     Bulgari (42,3%)
     Turci (43,26%)
     Nicio identificare (13,78%)
     Altele (0,64%)
La recensământul din 2011, populația satului Batișnița era de 624 locuitori. Nu există o etnie majoritară, locuitorii fiind turci (43,26%) și bulgari (42,3%). Pentru 13,78% din locuitori nu este cunoscută apartenența etnică.